# Curt von Pappritz

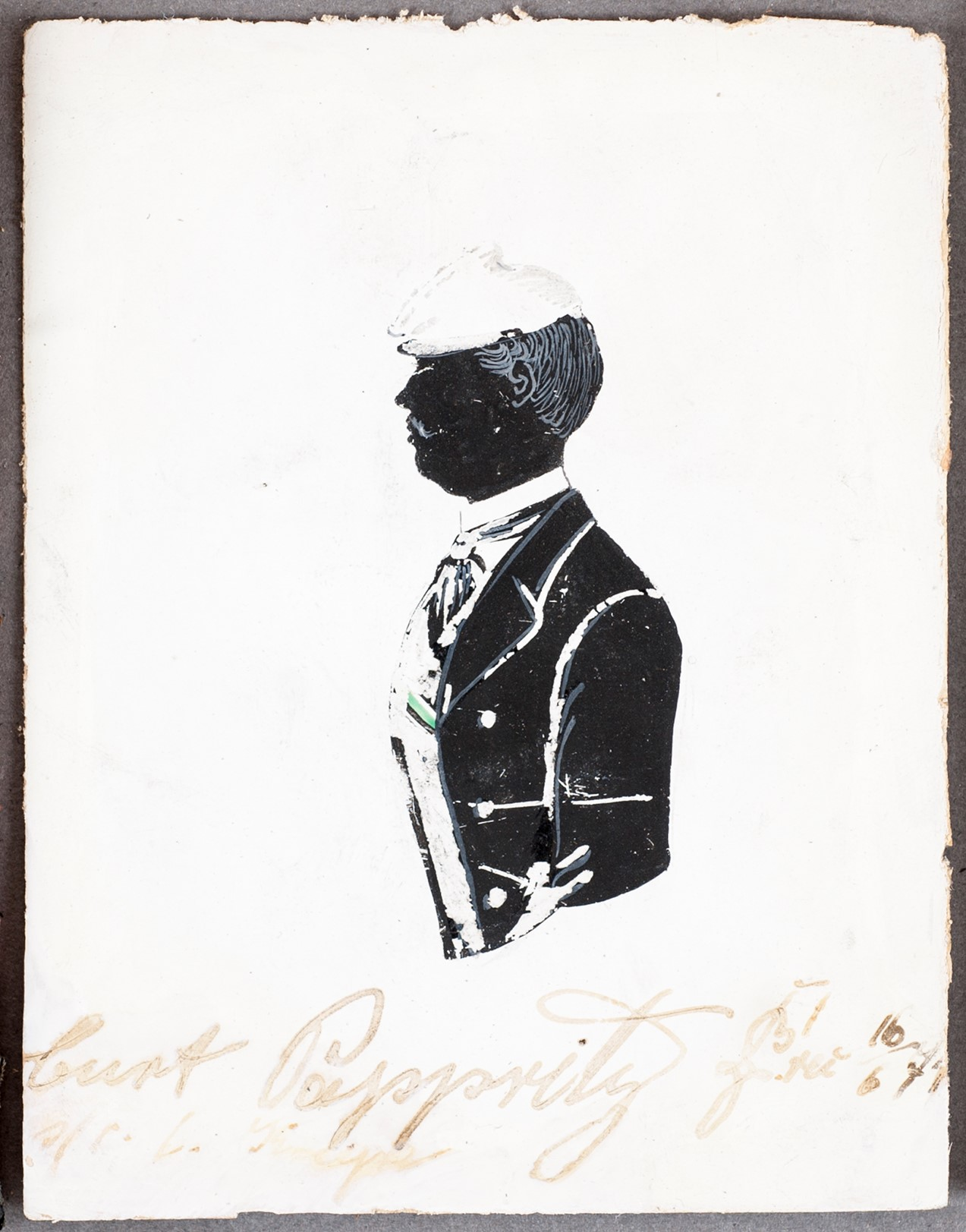
Curt von Pappritz, vor 1874

Curt von Pappritz (* 12. Juni 1854 in Radach bei Drossen; † 28. Juli 1932 ebenda) war ein deutscher Rittergutsbesitzer und Parlamentarier.

## Leben
Der Vater von Curt Pappritz war Karl Pappritz, Saxo-Borussiae, Ritterschaftsrat und Rittergutsbesitzer auf Herrenhaus Radach. Die Mutter war dessen Ehefrau Pauline Pappritz, geborene von Stülpnagel.
Curt Pappritz studierte an der Ruprecht-Karls-Universität und wurde 1874 im Corps Saxo-Borussia Heidelberg recipiert. Er übernahm nach dem Studium von seinem mittlerweile verstorbenen Vater die Führung des Ritterguts Radach. Im 2. Dragoner-Regiment war er Rittmeister d. R.
1898 erfolgte die Wahl zum Ritterschaftsdirektor der Neumark. 1901 wurde er in den preußischen Adelsstand erhoben. Als Mitglied der Konservativen Fraktion gehörte er für den Wahlkreis Frankfurt 5 (Weststernberg, Oststernberg) von 1900 bis 1918 dem Preußischen Abgeordnetenhaus an. Später wurde er in das Preußische Herrenhaus berufen. Als hervorragender Landwirt und durch seine Tätigkeit für die Ritterschaft und im Abgeordnetenhaus hat er seiner kernigen Persönlichkeit beträchtliche Bedeutung verschafft.
Curt von Pappritz war der Bruder der Frauenrechtlerin Anna Pappritz. Aus der Ehe mit Ida geborene Karney gingen zwei Töchter hervor. Annemarie heiratete zuerst den Offizier Georg Freiherr Schuler von Senden, dann, nach der Scheidung 1917, den Rittmeister d. R. Gustav Schwanecke. Die zweite Tochter Ursula, zuerst mit Otto-Ernst von Trotha (* 1878; † 1940) liiert und wieder geschieden, ehelichte dann den Gutsbesitzer Alexander von Bonin und lebte mit ihm auf dem Raddacher Nebengut, Gut und Herrenhaus Klein Kirschbaum. Raddach bewohnte Anfang der 1940er Jahre die Mutter Ida von Pappritz.